# Верх-Лель
Верх-Лель — посёлок в Косинском районе Пермского края. Входит в состав Чазёвского сельского поселения. Располагается западнее районного центра, села Коса, на правом берегу реки Лолог. Расстояние до районного центра составляет 12 км. По данным Всероссийской переписи населения 2010 года, в посёлке проживало 117 человек (53 мужчины и 64 женщины).

## История
По данным на 1 июля 1963 года, в посёлке проживало 572 человека. Населённый пункт входил в состав Сосновского сельсовета.